# Othos dentex
Othos dentex är en fiskart som först beskrevs av Cuvier 1828.  Othos dentex ingår i släktet Othos och familjen havsabborrfiskar. Inga underarter finns listade i Catalogue of Life.